# Zoersel
Zoersel is een plaats en gemeente in de Belgische provincie Antwerpen. De Kempense gemeente telt 22.000 inwoners. Zoersel behoort tot het kieskanton en het gerechtelijk kanton Zandhoven.

## Geschiedenis
De huidige kerngemeente Zoersel is de zuidwestelijke helft van de oude heerlijkheid Malle. Zoersel werd voor het eerst in 1240 vermeld als Surcele. De benaming verwijst naar een woning te midden van zure gronden. Het dorp Zoersel is ontstaan als een van oorsprong Frankisch landbouwgehucht binnen de heerlijkheid Malle. Nadat de heerlijkheid Malle werd gesplitst, bleef Zoersel horen bij het oude hoofddorp van Malle in het westelijke deel. Dit hoofddorp stond oorspronkelijk ook gekend als Malle en is de naamgever alsook het oudste centrum van de heerlijkheid Malle. Bij de opsplitsing van deze heerlijkheid in een oostelijk deel met als belangrijkste plaats Oostmalle (ontleent haar naam aan haar ontstaan als gehucht ten oosten van het dorp Malle) en een westelijk deel, dubbel zo groot als het oostelijke, met het dorp Malle en o.a. Zoersel, ging zowel het westelijke deel van de oude heerlijkheid Malle als het dorp Malle “Westmalle” heten.
Zoersel zal nog tot 1794 onderdeel uitmaken van Westmalle, waarna uit het zuidelijke deel van Westmalle de gemeente Zoersel ontstond bestaande uit het dorp Zoersel met omliggende gehuchten en uit het noordelijke werd de gemeente Westmalle gevormd bestaande uit het dorp Westmalle en omliggende gehuchten.
In die periode werden de Kempische dorpen bijna onafgebroken belegerd en geplunderd: vreemde troepen richtten niet alleen grote verwoestingen aan, maar brachten ook vele ziektes, onder andere de "zwarte pest", met zich mee. Na het Hollands Bewind en de oprichting van het koninkrijk België konden ze bekomen van de doorstane ellende en brak er een tijd van steeds toenemende welvaart aan.
In de 13e eeuw heeft er mogelijk korte tijd een klooster gestaan in Zoersel, dit was een voorwaarde van de schenking van Hendrik I van Brabant van Westmalle aan de Abdij van Villers. Het klooster zou echter snel verlaten zijn wegens onvruchtbare grond. Wel is officieel erkend dat er een klooster werd opgericht in 1237 in Vremde waarvan de monniken zich in 1243 vestigden in Hemiksem.
Vanaf 1950 kende de gemeente een sterke bevolkingsgroei door de stadsvlucht van de welgestelde Antwerpenaren, mede mogelijk gemaakt door de bouw van de E34.
De huidige gemeente Zoersel ontstond op 1 januari 1977 door de fusie van de kerngemeente Zoersel met de toen opgeheven gemeente Halle. Tevens werd de woonkern Sint-Antonius van de gemeente Brecht afgesplitst en bij de nieuwe gemeente gevoegd.

## Geografie

### Deelgemeenten
| # | Naam          |       | Opp. (km²) | Inwoners (2020) | Inwoners per km² | NIS-code |
| - | ------------- | ----- | ---------- | --------------- | ---------------- | -------- |
| 1 | Zoersel       | (I)   | 26,31      | 14.354          | 546              | 11055A   |
| 2 | Halle         | (II)  | 12,38      | 7.708           | 623              | 11055B   |
| 2 | Sint-Antonius | (III) |            |                 |                  |          |

### Kernen
Ongeveer een derde van de inwoners van zowel Zoersel (I) als Halle (II) wonen relatief ver van hun centrum in wijken die rechtstreeks aansluiten op het centrum van Sint-Antonius (III). Daarnaast zijn er nog de gehuchten Hulsten, Risschot, Drengel en Einhoven.

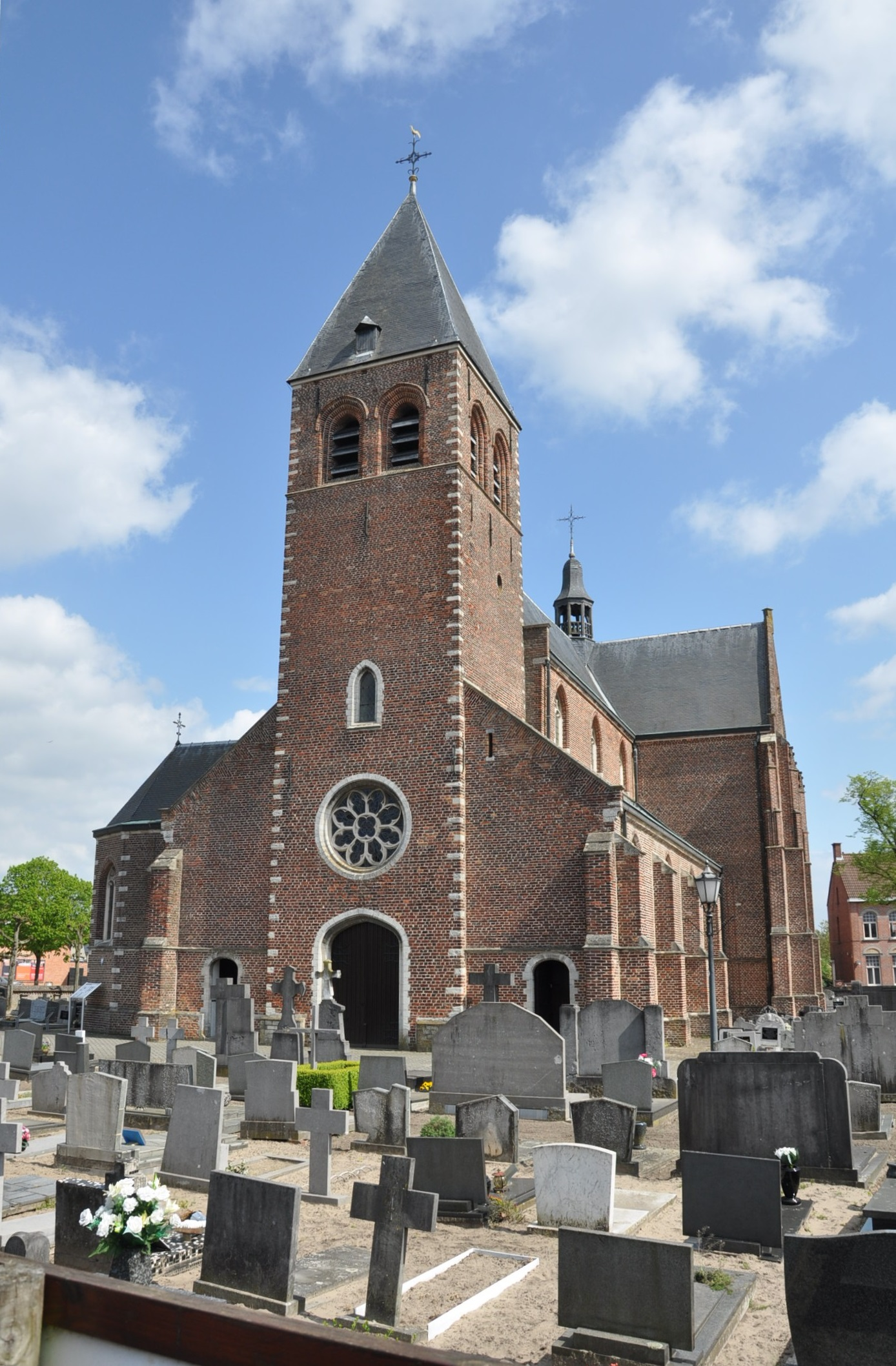
De parochiekerk Heilige-Elisabeth van Hongarije

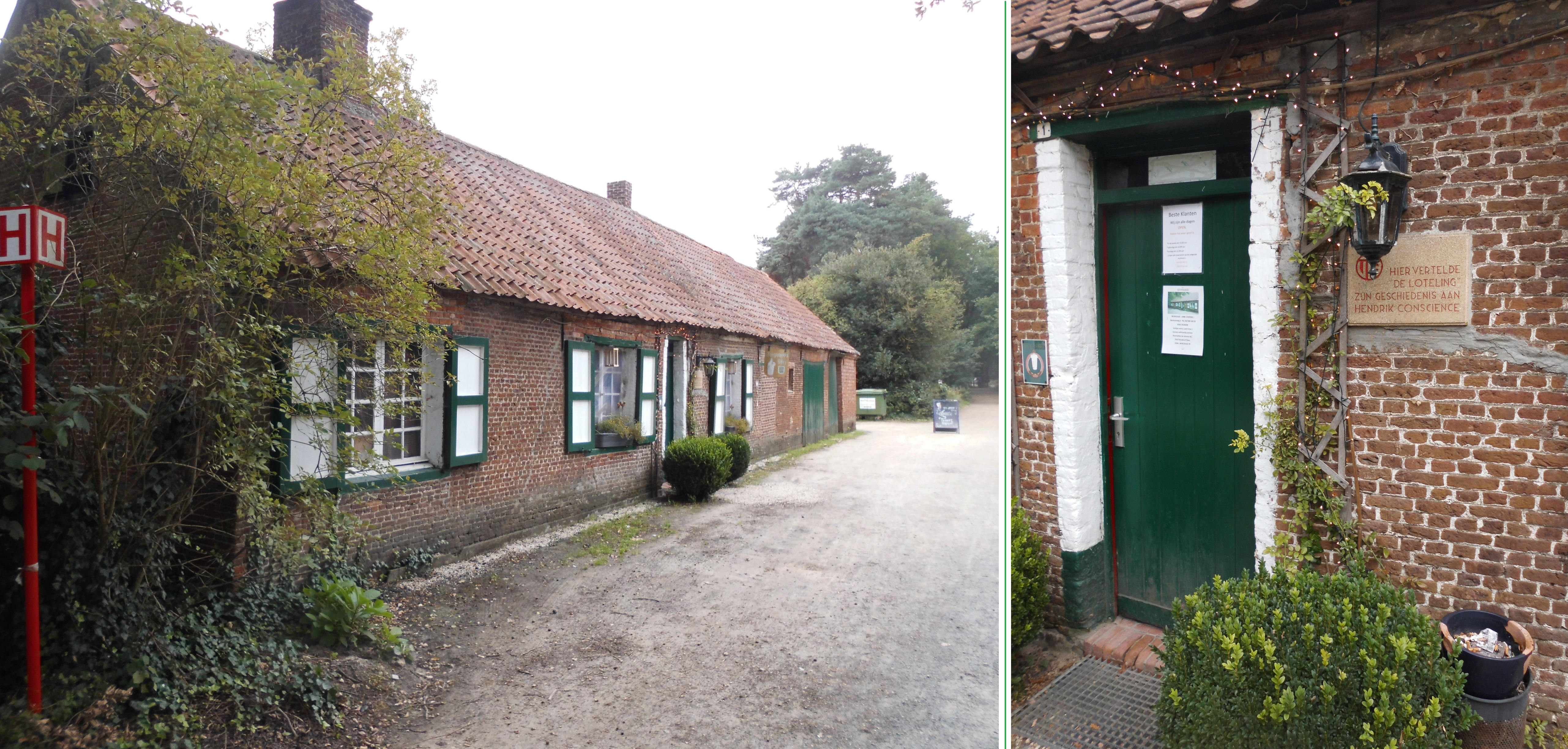
Boshuisje

### Aangrenzende gemeenten
| Aangrenzende gemeenten | Aangrenzende gemeenten | Aangrenzende gemeenten | Aangrenzende gemeenten | Aangrenzende gemeenten |
| ---------------------- | ---------------------- | ---------------------- | ---------------------- | ---------------------- |
| Brecht                 |                        | Malle                  |                        |                        |
|                        |                        |                        |                        |                        |
| Schilde                |                        |                        |                        |                        |
|                        |                        |                        |                        |                        |
| Ranst                  |                        | Zandhoven              |                        | Vorselaar              |

## Bezienswaardigheden
- De Sint-Elisabethkerk
- Het Zoerselhof

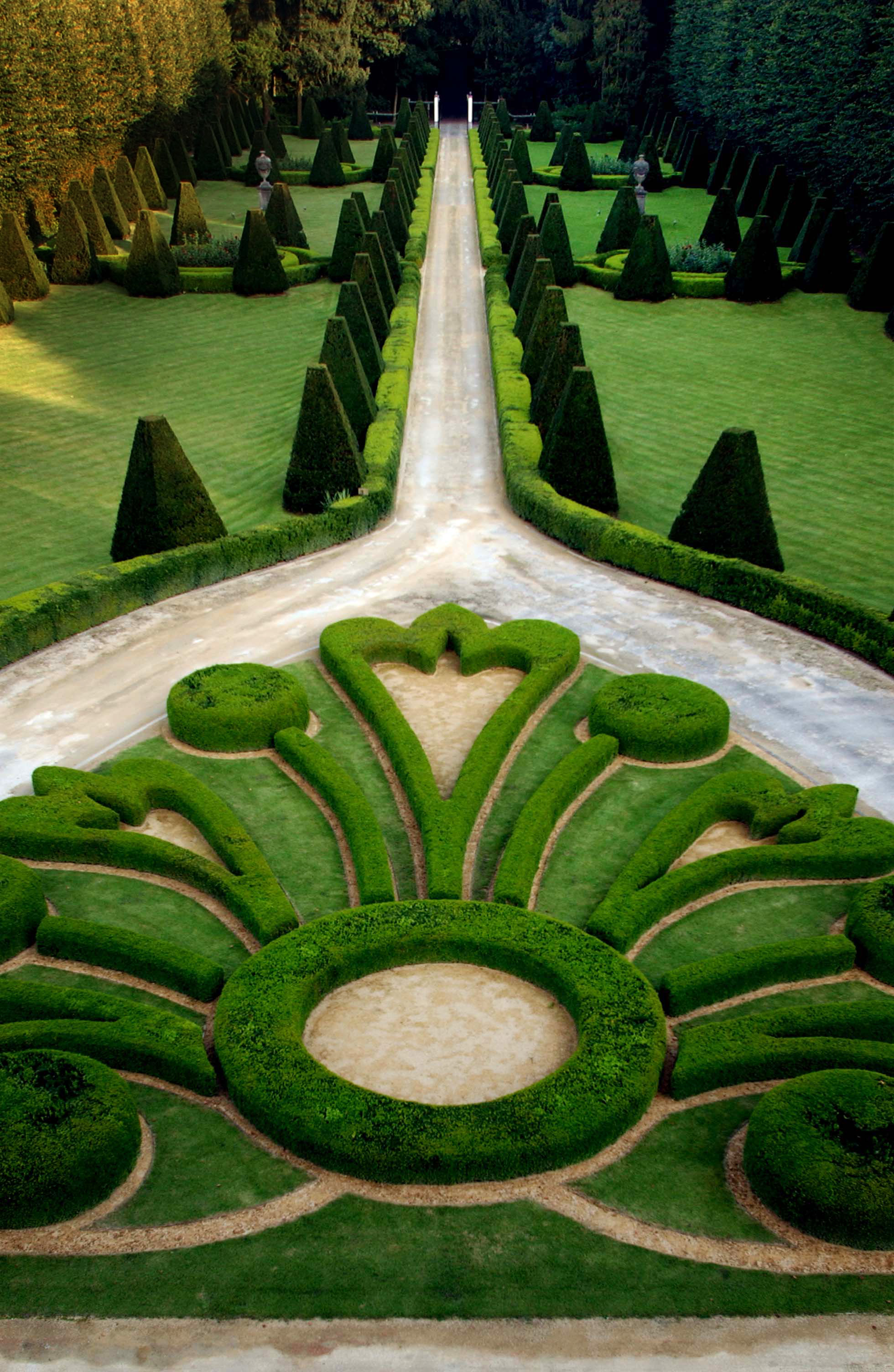
Zoerselhof

- Het Boshuisje, waar de roman De loteling (1850) van Hendrik Conscience zich afspeelt. Nu is het een herberg. Een inscriptie aan de voorgevel herinnert hieraan. Het Boshuisje speelt ook een rol in het stripverhaal De gouden ganzeveer (1983) uit de reeks Suske en Wiske.
- Aan de kerk van hoofdgemeente Zoersel zit een standbeeld van stripfiguur Marcel Kiekeboe op een rustbank.
- Diverse locaties uit de stripserie De Kiekeboes zijn terug te vinden in de omgeving van het dorp, zoals het Algemeen Ziekenhuis Sint-Jozef in Westmalle, dicht bij de grens met deelgemeente Sint-Antonius (Zoersel).
- De Lindeboom van Zoersel, een houtsnijwerk, gemaakt van de lindeboom die eeuwenlang in het dorp stond, bevindt zich nu in de inkomhal van het Lindepaviljoen.

## Natuur en landschap
Zoersel ligt in de Kempen op een hoogte van 13-22 meter. De omgeving is bosrijk. Vooral het Zoerselbos is een uitgestrekt natuurgebied met diverse wandel- en fietsroutes.

## Demografie

### Demografische evolutie deelgemeente voor de fusie
- Bronnen:NIS, Opm:1806 tot en met 1970=volkstellingen, 1976= inwonersaantal op 31 december

### Demografische ontwikkeling van de fusiegemeente
Alle historische gegevens hebben betrekking op de huidige gemeente, inclusief deelgemeenten, zoals ontstaan na de fusie van 1 januari 1977.
- Bronnen:NIS, Opm:1806 tot en met 1981=volkstellingen; 1990 en later= inwonertal op 1 januari
- 1981: Aanhechting Sint-Antonius afgesplitst van de gemeente Brecht bij de fusie van 1977

| Inwoners van jaar tot jaar op 1 januari 1992 tot heden | Inwoners van jaar tot jaar op 1 januari 1992 tot heden | Inwoners van jaar tot jaar op 1 januari 1992 tot heden |
| jaar                                                   | Aantal                                                 | Evolutie: 1992=index 100                               |
| ------------------------------------------------------ | ------------------------------------------------------ | ------------------------------------------------------ |
| 1992                                                   | 18.556                                                 | 100,0                                                  |
| 1993                                                   | 18.970                                                 | 102,2                                                  |
| 1994                                                   | 19.234                                                 | 103,7                                                  |
| 1995                                                   | 19.512                                                 | 105,2                                                  |
| 1996                                                   | 19.783                                                 | 106,6                                                  |
| 1997                                                   | 19.999                                                 | 107,8                                                  |
| 1998                                                   | 20.060                                                 | 108,1                                                  |
| 1999                                                   | 20.062                                                 | 108,1                                                  |
| 2000                                                   | 20.164                                                 | 108,7                                                  |
| 2001                                                   | 20.120                                                 | 108,4                                                  |
| 2002                                                   | 20.134                                                 | 108,5                                                  |
| 2003                                                   | 20.306                                                 | 109,4                                                  |
| 2004                                                   | 20.400                                                 | 109,9                                                  |
| 2005                                                   | 20.426                                                 | 110,1                                                  |
| 2006                                                   | 20.638                                                 | 111,2                                                  |
| 2007                                                   | 20.803                                                 | 112,1                                                  |
| 2008                                                   | 20.996                                                 | 113,1                                                  |
| 2009                                                   | 21.208                                                 | 114,3                                                  |
| 2010                                                   | 21.265                                                 | 114,6                                                  |
| 2011                                                   | 21.415                                                 | 115,4                                                  |
| 2012                                                   | 21.555                                                 | 116,2                                                  |
| 2013                                                   | 21.610                                                 | 116,5                                                  |
| 2014                                                   | 21.573                                                 | 116,3                                                  |
| 2015                                                   | 21.704                                                 | 117,0                                                  |
| 2016                                                   | 21.764                                                 | 117,3                                                  |
| 2017                                                   | 21.857                                                 | 117,8                                                  |
| 2018                                                   | 21.739                                                 | 117,2                                                  |
| 2019                                                   | 21.944                                                 | 118,3                                                  |
| 2020                                                   | 22.065                                                 | 118,9                                                  |
| 2021                                                   | 22.142                                                 | 119,3                                                  |
| 2022                                                   | 22.317                                                 | 120,3                                                  |
| 2023                                                   | 22.427                                                 | 120,9                                                  |
| 2024                                                   | 22.557                                                 | 121,6                                                  |
| 2025                                                   | 22.770                                                 | 122,7                                                  |

## Politiek

### Structuur
De gemeente Zoersel maakt deel uit van het kieskanton Zandhoven, gelegen in het provinciedistrict Kapellen, het kiesarrondissement Antwerpen en ten slotte de kieskring Antwerpen.
| Zoersel          | Zoersel          | Supranationaal         | Nationaal                         | Nationaal           | Gemeenschap         | Gewest              | Provincie           | Arrondissement  | Provinciedistrict | Kanton          | Gemeente        |
| ---------------- | ---------------- | ---------------------- | --------------------------------- | ------------------- | ------------------- | ------------------- | ------------------- | --------------- | ----------------- | --------------- | --------------- |
| Administratief   | Niveau           | Europese Unie          | België                            | België              | Vlaanderen          | Vlaanderen          | Antwerpen           | Antwerpen       | Antwerpen         | Antwerpen       | Ranst           |
| Administratief   | Bestuur          | Europese Commissie     | Belgische regering                | Belgische regering  | Vlaamse regering    | Vlaamse regering    | Deputatie           | Deputatie       | Deputatie         | Deputatie       | Gemeentebestuur |
| Administratief   | Raad             | Europees Parlement     | Kamer van volksvertegenwoordigers | Vlaams Parlement    | Vlaams Parlement    | Vlaams Parlement    | Provincieraad       | Provincieraad   | Provincieraad     | Provincieraad   | Gemeenteraad    |
| Kiesomschrijving | Kiesomschrijving | Nederlands Kiescollege | Kieskring Antwerpen               | Kieskring Antwerpen | Kieskring Antwerpen | Kieskring Antwerpen | Kieskring Antwerpen | Antwerpen       | Kapellen          | Zandhoven       | Zoersel         |
| Verkiezing       | Verkiezing       | Europese               | Federale                          | Federale            | Vlaamse             | Vlaamse             | Provincieraads-     | Provincieraads- | Provincieraads-   | Provincieraads- | Gemeenteraads-  |

### Geschiedenis

#### Lijst van burgemeesters
| Tijdspanne | Tijdspanne  | Burgemeester                         |
| ---------- | ----------- | ------------------------------------ |
|            | 1799 - 1826 | Petrus Janssens                      |
|            | 1827 - 1847 | Petrus Frans Bauwens                 |
|            | 1847 - 1848 | Jacobus Van den Branden (waarnemend) |
|            | 1848 - 1872 | Michiel Peeters                      |
|            | 1872        | Jacobus Van den Branden (waarnemend) |
|            | 1872 - 1879 | Jan Frans Van Rompaey                |
|            | 1879        | Alfons Peeters                       |
|            | 1880 - 1885 | Frans Saldiën                        |
|            | 1885 - 1887 | Jan Jespers                          |
|            | 1887 - 1888 | Simon Verreet (waarnemend)           |
|            | 1888 - 1921 | Jos Van Nueten                       |

| Tijdspanne | Tijdspanne   | Burgemeester                         |
| ---------- | ------------ | ------------------------------------ |
|            | 1922 - 1924  | Eduard Van Winckel                   |
|            | 1925 - 1938  | Catharina Van Hemeldonck             |
|            | 1939 - 1941  | Eugeen Vercammen                     |
|            | 1941 - 1946  | De Bouck (oorlogsburgemeester)       |
|            | 1947 - 1964  | Jef Peeters                          |
|            | 1965 - 1976  | Jef Schryvers                        |
|            | 1977 - 1982  | Louis Van de Velde                   |
|            | 1983 - 1988  | Gerard Laureyssens (VU)              |
|            | 1988 - 1994  | Stan Bartholomeeussen (DDV)          |
|            | 1995 - 2012  | Katrien Schryvers (CDU / CVP / CD&V) |
|            | 2013 - 2024  | Liesbeth Verstreken (N-VA)           |
|            | 2024 - heden | Katrien Schryvers (CD&V)             |

#### Legislatuur 1995 - 2000
De kiezers hebben de keuze tussen maar liefst elf kieslijsten. Lijsttrekkers waren Georgette Sanders (VLD), René Lens (SP), Leo Cautereels (Agalev), Katrien Schryvers (CDU), Stan Bartholomeeussen (DDV), Gerard Laureyssens (ZTD), Wim Van Haegendoren (VU), Walter Vochten (Vl.Blok), Gummarus Roelants (ZVV), Robert Jordaens (BB) en André Janssen (NIE-ZO).
Gerard Laureyssens (ZTD, 1155) behaalde de meeste voorkeurstemmen, Stan Bartholomeeussen (DDV, 999), Katrien Schryvers (CDU, 744), Walter Vochten (Vl.Blok, 479) en Wim Van Haegendoren (VU, 423) vervolledigden de top 5.

#### Legislatuur 2006 - 2012
Groen, sp.a en spirit bundelden de krachten onder de naam GPS (Groen Progressief Sociaal). CD&V, N-VA, ZTD (Zoersel Twee Duizend) en enkele VLD-ers (Cois Van Aerde, Martine Roelants en Georgette Sanders) gaan eveneens in een kartel naar de verkiezingen. Lijsttrekkers waren respectievelijk zittend burgemeester Katrien Schryvers voor CD&V-N-VA, oud-burgemeester Stan Bartholomeeussen (VLD) en Bob Peeters (GPS). Lijstduwer voor GPS was gewezen voorzitter van het IJzerbedevaartcomité Lionel Vandenberghe.

#### Legislatuur 2013 - 2018
Burgemeester was Liesbeth Verstreken (N-VA). Zij leidde een coalitie bestaande uit N-VA en CD&V. Samen vormden ze de meerderheid met 21 op 27 zetels.

#### Legislatuur 2019 - 2024
Burgemeester was Liesbeth Verstreken (N-VA). Zij leidde een coalitie bestaande uit N-VA, CD&V, Groen en Open Vld. Samen vormden ze de meerderheid met 22 op 27 zetels.

#### Legislatuur 2024 - 2030
Burgemeester is Katrien Schryvers (CD&V). Zij leidt een coalitie bestaande uit het kartel CD&V+Vooruit en N-VA. Samen vormen ze de meerderheid met 15 op 27 zetels.

#### Resultaten gemeenteraadsverkiezingen sinds 1976
| Partij of kartel     | Partij of kartel                             | 10-10-1976 | 10-10-1976 | 10-10-1982 | 10-10-1982 | 9-10-1988 | 9-10-1988 | 9-10-1994 | 9-10-1994 | 8-10-2000 | 8-10-2000 | 8-10-2006 | 8-10-2006 | 14-10-2012 | 14-10-2012 | 14-10-2018 | 14-10-2018 | 13-10-2024 | 13-10-2024 |
| Stemmen / Zetels     | Stemmen / Zetels                             | %          | 21         | %          | 23         | %         | 25        | %         | 25        | %         | 27        | %         | 27        | %          | 27         | %          | 27         | %          | 27         |
| -------------------- | -------------------------------------------- | ---------- | ---------- | ---------- | ---------- | --------- | --------- | --------- | --------- | --------- | --------- | --------- | --------- | ---------- | ---------- | ---------- | ---------- | ---------- | ---------- |
|                      | Agalev1/ GPSB/ Groen2                        | -          |            | -          |            | -         |           | 10,51     | 3         | 9,661     | 2         | 12,71B    | 3         | 7,542      | 1          | 9,42       | 2          | 6,12       | 1          |
|                      | SP1/ GPSB/ sp.a2/ CD&V+VooruitC              | 11,51      | 2          | 9,911      | 2          | 9,321     | 2         | 5,371     | 1         | 5,591     | 1         | 12,71B    | 3         | 5,622      | 1          | 3,02       | 0          | 25,8C      | 8          |
|                      | CVP1/ CDU2/ CD&V+N-VAA/ CD&V3/ CD&V+VooruitC | 61,51      | 15         | 34,611     | 9          | 30,131    | 9         | 20,72     | 6         | 28,281    | 9         | 39,88A    | 11        | 28,623     | 9          | 24,63      | 8          | 25,8C      | 8          |
|                      | VU1/ VU&ID2/ CD&V+N-VAA/ N-VA3               | 21,191     | 4          | 22,071     | 6          | 23,931    | 6         | 9,341     | 2         | 9,942     | 2         | 39,88A    | 11        | 35,673     | 12         | 33,03      | 11         | 22,53      | 7          |
|                      | PVV1/ VLD2/ Open Vld3/ TEAM PAUL4            | 5,811      | 0          | 12,181     | 2          | 12,891    | 3         | 9,12      | 2         | 18,622    | 6         | 21,682    | 6         | 9,703      | 2          | 7,43       | 1          | 9,84       | 2          |
|                      | Vlaams Blok1/ Vlaams Belang2                 | -          |            | -          |            | 4,831     | 0         | 9,641     | 2         | 19,031    | 6         | 25,732    | 7         | 8,572      | 2          | 10,82      | 2          | 19,62      | 5          |
|                      | H-eerlijk Zoersel                            | -          |            | -          |            | -         |           | -         |           | -         |           | -         |           | 4,28       | 0          | 11,7       | 3          | 14,2       | 4          |
|                      | Z.T.D.                                       | -          |            | -          |            | -         |           | 14,33     | 4         | 6,29      | 1         | -         |           | -          |            | -          |            | -          |            |
|                      | DDV1 / DVV2                                  | -          |            | 17,351     | 4          | 18,92     | 5         | 13,891    | 4         | -         |           | -         |           | -          |            | -          |            | -          |            |
|                      | ZVV                                          | -          |            | -          |            | -         |           | 5,35      | 1         | -         |           | -         |           | -          |            | -          |            | -          |            |
| Anderen(*)           | Anderen(*)                                   | -          |            | 3,89       | 0          | -         |           | 1,78      | 0         | 2,57      | 0         | -         |           | -          |            | -          |            | 2,0        | 0          |
| Totaal stemmen       | Totaal stemmen                               | 7376       | 7376       | 9686       | 9686       | 11322     | 11322     | 12902     | 12902     | 13729     | 13729     | 14629     | 14629     | 15227      | 15227      | 15734      | 15734      | 12174      | 12174      |
| Opkomst %            | Opkomst %                                    |            |            |            |            | 93,05     | 93,05     | 90,57     | 90,57     | 89,8      | 89,8      | 91,51     | 91,51     | 90,04      | 90,04      | 91,3       | 91,3       | 67,6       | 67,6       |
| Blanco en ongeldig % | Blanco en ongeldig %                         | 3,89       | 3,89       | 4,18       | 4,18       | 4,4       | 4,4       | 6,08      | 6,08      | 3,38      | 3,38      | 3,94      | 3,94      | 2,04       | 2,04       | 2,2        | 2,2        | 0,4        | 0,4        |

De rode cijfers naast de gegevens duiden aan onder welke naam de partijen telkens bij een verkiezing opkwamen.

De zetels van de gevormde meerderheid zijn vetjes gedrukt. De grootste partij is in kleur.
 (*) 1982: WV (3,89%) / 1994: BB (1,02%), NIE-Z (0,76%) / 2000: Vivant (2,57%) / 2024: 2980 (2,0%)

## Trivia
Zoersel had aan de Kluisbaan ook een naturistenterrein De Spar dat nu een onderdeel vormt van het natuurgebied De Kluis. In het Lindepaviljoen is er een verwijzing naar de blootgatters, zoals de naturisten van De Spar in Zoersel genoemd werden, terug te vinden.
In 2019 werd Johan van der Heyden in huis van een in Zoersel woonachtige Nederlandse prostituee gedrogeerd en ontvoerd. Enkele dagen later zou hij in het Nederlandse Steenbergen worden gemarteld en vermoord.

## Bekende Zoerselaars
- Catharina Van Hemeldonck (1884-1960) politica
- Bert Van Boghout (1916-2003), politicus, redacteur
- Gerard Laureyssens (1923-1996), politicus
- Karel Boumans (1931-2003), stripauteur
- Mariëtte Coppens (1931-2021). beeldhouwer
- François Glorieux (1932-2023), componist
- Lionel Vandenberghe (1943-2023), politicus en vredesactivist
- Wivina Demeester (1943), politica
- Katrien Schryvers (1964), politica
- Joël Bartholomeeussen (1966), voetballer
- Arjen Teeuwissen (1971-2024), springruiter
- Marjan Duchesne (1978), presentatrice
- Evi Hanssen (1978), televisiepresentatrice
- Dieter Coppens (1978), televisiemaker en presentator
- Tinne Rombouts (1979), politica
- Nathalie Tané (1980), zangeres
- Roy Aernouts (1980), zanger acteur en cabaretier
- Katrijn Van Giel (1983), fotograaf
- Tine Schryvers (1993), voetballer

## Partnersteden
- Lora del Río (Spanje) (1986)
- Crucea (Roemenië) (1993)
- Laubach (Duitsland) (1996)
- Bohicon (Benin) (2011)

## Nabijgelegen kernen
Pulderbos, Zandhoven, Sint-Antonius, Oostmalle, Westmalle